# Cmentarz ewangelicki w Brodnicy przy ul. Karbowskiej
Cmentarz ewangelicki przy ul. Karbowskiej – zamknięty cmentarz protestancki z początku XX wieku, położony w Brodnicy.

## Historia
Tak zwany „Nowy cmentarz ewangelicki” złożono w 1900 roku, podlegał on pod gminę ewangelicką w Brodnicy. Jak uważa znawca historii ewangelizmu brodnickiego, Jerzy Wultański, ostatnią osobą pochowaną na cmentarzu była w 1945 roku Emma Minna Burkowska z domu Zadameg.
W 1975 roku teren splantowano, uporządkowano i ogrodzono oraz postawiono na nim pomnik upamiętniający jeńców radzieckich.

## Kwatera jeńców radzieckich
W czasie okupacji niemieckiej w latach 1941-45 na tym cmentarzu zaczęto chować także zmarłych jeńców, Rosjan z pobliskiego obozu, który mieścił się na dzisiejszej ul. Sądowej w Brodnicy na terenach, na których stoi obecnie Dom Pomocy Społecznej i stacja Statoil.
Obóz ten stanowił filię obozu jenieckiego w Toruniu. Jeńcy radzieccy w obozie na terenie Brodnicy byli przetrzymywani w straszliwych warunkach, co wpływało na ich dużą śmiertelność. Było to zaplanowane działanie Niemców, którzy nie mieli dla nich litości. Zgoła inne podejście mieli oni do jeńców brytyjskich, którzy rotacyjnie także przebywali na terenie ww. obozu, a którym starano się zapewnić możliwie znośne warunki, pozwolono np. Brytyjczykom na założenie orkiestry obozowej, która okazjonalnie dawała koncerty dla mieszkańców miasta.

## Tablice pamiątkowe
Obecnie na terenie cmentarza w jego centralnej części ustawiony jest duży obelisk z 1975 roku, na którym zawieszona jest tablica z napisem: „CZEŚĆ PAMIĘCI JEŃCOM RADZIECKIM POMORDOWANYM PRZEZ HITLEROWCÓW W LATACH 1941-1945 BRODNICA – MAJ 1975”.
Na terenie nekropoli w czerwcu 2007 roku dzięki zabiegom Rudolfa Birkholza, syna Eryka – ostatniego superintendenta gminy ewangelickiej w Brodnicy, stanął także nieduży obelisk z tablicą pamiątkową z napisem: „CMENTARZ EWANGELICKI 1900-1945 EVANGELISCHER FRIEDHOF”, poświęcony przez Michała Walukiewicza, proboszcza parafii ewangelicko-augsburskiej w Rypinie.
Obecnie na terenie cmentarza oprócz dwóch obelisków nie ma żadnych zachowanych nagrobków z czasów pochowków ewangelickich.